# Nueva canción
La Nueva Canción è stato un movimento culturale e musicale, caratterizzato da stili musicali di ispirazione popolare e testi impegnati su temi sociali, con ispirazione politica di sinistra, sviluppatosi in America Latina e nella penisola iberica a partire dagli anni sessanta. 
È ampiamente riconosciuto che la Nueva Canción ha svolto un ruolo profondo negli sconvolgimenti sociali a favore della democrazia in Portogallo, Spagna e America Latina durante gli anni '70 e '80 ed era popolare tra le organizzazioni socialiste della regione.

## Storia

### In Cile e in Argentina

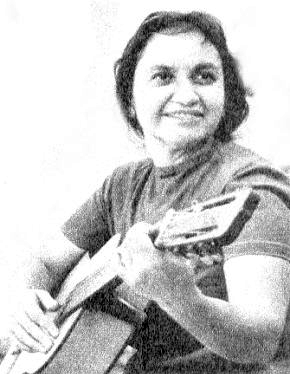
Violeta Parra

Le radici della nueva canción risalgono alla fine degli anni '50 e all'inizio degli anni '60, un'epoca straordinariamente irrequieta nella storia dell'America Latina. Molti paesi erano guidati da governi inefficaci e/o autoritari e il divario tra ricchi e poveri era sempre in crescita. Inoltre, l'influenza culturale europea e nordamericana stava diventando sempre più invadente, con gusti musicali modellati dall'industria musicale del Nord America. Due importanti cantautori avevano intrapreso la strada della rivalutazione della cultura delle loro terre d'origine: Violeta Parra in Cile e Atahualpa Yupanqui in Argentina.
Gran parte del lavoro di Parra e Yupanqui era stato quello della raccolta di vecchie canzoni dalla campagna e la loro rielaborazione per farle diventare più attuali e accessibili al vasto pubblico.
All'inizio degli anni '60 la musica di Yupanqui e Parra era diventata nota come nueva canción e il genere aveva avuto un gran seguito particolarmente in Cile. Nel 1965-1967, a Santiago, Parra gestiva una taverna folcloristica, dove lei e altri musicisti coltivavano la nuova musica. Il più notevole tra i musicisti era stato Victor Jara, che era diventato il più importante per la diffusione della nueva canción in tutta l'America Latina. Seguendo l'esempio di Parra, Jara aveva ulteriormente arricchito il suono, il messaggio e il fascino della nueva canción, in parte utilizzando una gamma più ampia di strumenti regionali provenienti da tutto il Sud America.

### In Uruguay, Cuba e Europa
Con lo sviluppo della nueva cancíon in Cile, sono emerse tradizioni parallele in altri paesi dell'America Latina. In Uruguay il musicista  Daniel Viglietti aveva creato canzoni che avevano catturato le attenzioni del pubblico, oltre in tutta l'America Latina, anche in Francia e Spagna. 
A Cuba, Pablo Milanés, Silvio Rodríguez e i loro colleghi dell'istituto nazionale del cinema hanno aperto la strada alle canzoni di protesta, che infine furono chiamate nueva trova. Come le loro controparti continentali, i cantanti nueva trova usavano strutture poetiche tradizionali, strumenti locali e idiomi musicali tipicamente latinoamericani come simboli della loro resistenza. Nel contesto cubano, tuttavia, la resistenza non era contro il governo ma contro l'influenza culturale ed economica del Nord America e dell'Europa. La maggior parte della nueva trova è stata diffusa principalmente con esibizioni dal vivo, poiché i musicisti avevano evitato qualsiasi coinvolgimento significativo con quella che percepivano come industria musicale altamente manipolativa, dominata dal Nord America.
Alla fine degli anni '60 la Nueva canción, oltre a genere musicale, si era consolidata anche come movimento politico. Due monumentali festival della canzone avevano testimoniato la popolarità e il potere della musica. Il primo di questi, l'Encuentra Internacional de la Canción Protesta, tenutosi a L'Avana nel 1967, attirò partecipanti da più di 15 paesi. In seguito a questi eventi il governo cubano, sempre all'Avana, creò il Centro de la Canción Protesta presso la Casa de las Américas. 
Nel 1969 un evento simile ebbe luogo a Santiago del Cile, dove molti musicisti cileni con la loro musica, sostenevano la causa del Partito Socialista del Cile e del suo candidato alla presidenza, Salvador Allende, che vinse le elezioni l'anno successivo.

### In Nicaragua
Negli anni '70 il movimento Nueva canción, una forma di musica folk tradizionale latinoamericana con testi di natura politica e sociale, era stato guidato dai fratelli nicaraguensi Luis Enríque Mejía Godoy e Carlos Mejía Godoy, che continuarono a esibirsi fino agli anni '90, spesso con altri artisti, tra cui Katia Cardenal ed il chitarrista Eduardo Araica.

## Manifestazioni regionali
Questo movimento si manifestò in numerose nazioni: Argentina, Brasile, Bolivia, Cile, Colombia, Cuba, El Salvador, Guatemala, Messico, Nicaragua, Paraguay, Perù, Portogallo,  Spagna, Uruguay, Venezuela.